# Kirstin Innes

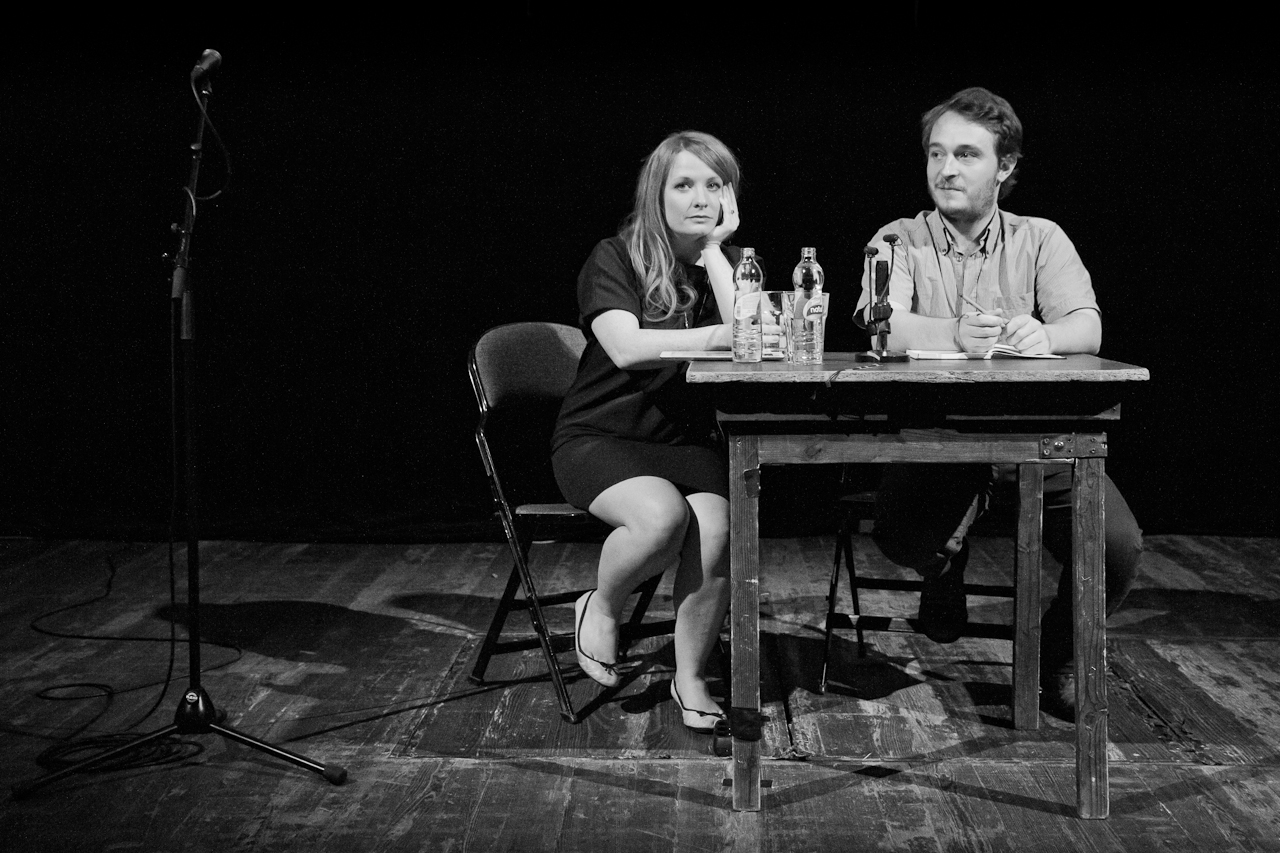
Měsíc autorského čtení 2014, 1.7.2014 v Brně

Kirstin Innes (* 1980, Glasgow) je skotská spisovatelka a novinářka žijící v Glasgow. Publikovala několik povídek v časopisech a antologiích, několik z nich bylo odvysíláno v britské televizi BBC. V roce 2010 začala Kirstin Innes pořádat literární salon živé literatury, filmu a hudby Slova za minutu (Words Per Minute). V roce 2015 by měl autorce vyjít první román s názvem Fishnet (2015). Tato kniha získala nominaci za debutový román magazínu pro spisovatelky Mslexia.

## Díla
- Fishnet (2015) – Citace autorky: „Je to o sexu, vztazích, přátelství a každodennostech. Materiál na knížku jsem sbírala tři roky a setkala se s řadou skvělých žen, ať už to byly prostitutky, aktivistky bojující za jejich práva, anebo advokátky u soudu.“

## Zajímavosti
Účastnila se literárního festivalu Měsíc autorského čtení 2014, který je pořádaný brněnským nakladatelstvím a agenturou Větrné mlýny. Tato agentura natočila pro Českou televizi cyklus “Skotská čítanka – Don't Worry – Be Scottish” - díl s Kirstin Innes režíroval Ivo Bystřičan.